# Осаго Лодиджано
Оса̀го Лодиджа̀но (на италиански: Ossago Lodigiano, на западноломбардски: Usag, Усаг) е село и община в Северна Италия, провинция Лоди, регион Ломбардия. Разположено е на 71 m надморска височина. Населението на общината е 1425 души (към 2012 г.).